# Jan Bestry
Jan Bestry (* 18. Mai 1954 in Stettin) ist ein polnischer Politiker (Samoobrona).
Von 2005 bis 2007 war er Abgeordneter der Samoobrona im Sejm. Er wurde mit 6.941 Stimmen im Wahlkreis 4 Bydgoszcz gewählt.
Im Jahr 2006 wurde Bestry aus seiner Partei ausgeschlossen. Zuvor war bekannt geworden, dass er 1983 wegen einer Vergewaltigung in einem Nachtzug von Stettin nach Posen, in dem er als Zugbegleiter gearbeitet hatte, zu eineinhalb Jahren Haft verurteilt worden war. Darüber hinaus wurde berichtet, dass er 1985 eine Schülerin sexuell belästigt hatte, als er als Techniklehrer an einer Grundschule tätig gewesen war.
Bestry ist verheiratet.

## Weblink
- Abgeordneten-Biografie des Sejm